# National Centre Party
Le National Centre Party (Parti du centre national), initialement connu sous le nom de National Farmers and Ratepayers League (Ligue nationale des agriculteurs et des contribuables), est un parti politique de courte durée dans l'État libre d'Irlande. Il est fondé le 15 septembre 1932 dans la Mansion House, à Dublin, avec le soutien de plusieurs députés, y compris les trois membres du Parti paysan et treize indépendants, qui craignaient tous pour leur avenir politique s'ils ne se coordonnaient pas en une organisation commune. Parmi ces derniers figuraient en tête le chef du parti Frank MacDermot, un député de Roscommon depuis l'élection générale de février 1932, et James Dillon, un député du Donegal, qui était le fils de John Dillon, le dernier chef du Parti parlementaire irlandais.

## Résultats
| Élection | Sièges   | ±  | Position | Voix    | %    | Gouvernement | Leader          |
| -------- | -------- | -- | -------- | ------- | ---- | ------------ | --------------- |
| 1933     | 11 / 153 | 11 | 3e       | 126 909 | 9,2% | Opposition   | Frank MacDermot |